# Beit Lahia
Beit Lahiya ou Beit Lahia (em árabe: بيت لاهيا) é uma cidade situada ao norte de Jabalia, próxima a Beit Hanoun e à linha do Armistício de 1949 com Israel. Segundo o Escritório Central Palestino de Estatística, a cidade tinha uma população de 59 540, em meados de 2006.
Era chamada de Bitílio (Bitylius) durante o período romano.